# The N.W.A Legacy 2
The N.W.A Legacy 2 è una raccolta del gruppo hip hop N.W.A che riunisce tutte le migliori canzoni prodotte dai membri singoli della band, ossia Ice Cube, Eazy-E, Dr. Dre, MC Ren e Yella.

## Tracce
1. Hello - 3:51 (Ice Cube F. Dr. Dre & MC Ren)
2. Chin Check - 4:23 (NWA (senza Eazy-E o DJ Yella), F. Snoop Doog)
3. Got ta Hustle - 5:05 (Ant Banks T.W.D.Y. F. MC Ren)
4. Gangstas Make the World Go Round - 4:32 (Westside Connection)
5. Law Low - 3:42 (Snoop Dogg F. Butch Cassidy & Tha Eastsidaz)
6. Got Beef - 4:10 (Snoop Dogg presents Tha East Sidaz)
7. Wrong Idea - 4:10 (Snoop Dogg F. ?? & HD)
8. Just Dippin' - 3:59 (Snoop Dogg F. Dr. Dre & Jewell)
9. Bitch Please - 3:47 (Snoop Dogg F. Xzibit, voce di Nate Dogg)
10. Ghetto Fabulous - 4:21 (Dr. Dre Ras Kass)
11. Behind the Walls - 4:26 (Kurupt F. Nate Dogg)
12. AmeriKKKa's Most Wanted - 4:09 (Ice Cube)
13. Appetite for Destruction - 3:07 (N.W.A)
14. Born and Raised in Compton - 3:23 (DJ Quik)
15. Eazy-Duz-It - 4:17 (Eazy-E)
16. Ole School Shit - 4:00 (Eazy-E F. Gangsta Dresta & Knocc Out)
17. For the Love of $ - 4:10 (Bone Thugz N' Harmony F. Eazy-E)
18. Get Yo Ride On - 3:29 (Eazy-E F. Mack 10 & MC Eiht)
19. The Grand Finale - 4:28 (The D.O.C. F. N.W.A)